# AFC Champions League 2006
L'AFC Champions League 2006 è stata la 25ª edizione della massima competizione calcistica per club dell'Asia. Il torneo è iniziato l'8 marzo 2006 e si è concluso l'8 novembre 2006, con la vittoria dei coreani dello Jeonbuk Hyundai, al 1º titolo nella competizione; questa fu una vittoria storica, in quanto fu il primo club asiatico a vincere un'edizione del torneo senza aver mai vinto il proprio titolo nazionale.

## Regolamento
Fase a gironi
Si parte con 28 squadre divise in 7 gironi da quattro, in base alla regione di provenienza, ovvero i club dell'Asia orientale e del sud-est asiatico sono stati sorteggiati nei gruppi da E a G, mentre il resto è stato raggruppato nei gironi da A a D. Ogni club ha disputato un girone all'italiana con andata e ritorno contro altri tre membri del girone, per un totale di 6 partite ciascuno. I club hanno ricevuto 3 punti per una vittoria, 1 punto per un pareggio, 0 punti per una sconfitta. Le classifiche finali sono state stilate in base ai punti e , a parità di punti tra due o più squadre, si è tenuto conto in ordine dei seguenti criteri:
- Punti guadagnati negli scontri diretti;
- Differenza reti negli scontri diretti;
- Gol negli scontri diretti;
- Punti guadagnati all'interno del gruppo;
- Differenza reti all'interno del gruppo;
- Maggior numero di gol all'interno del gruppo.

Le sette vincitrici dei gironi insieme alla squadra campione in carica sono passate ai quarti di finale.
Fase ad eliminazione diretta
Le 8 squadre qualificate sono state sorteggiate casualmente; tuttavia, l'unica restrizione imposta è stata che i club dello stesso paese non potessero affrontarsi nei quarti di finale. Le partite si sono svolte in gare di andata e ritorno e il punteggio complessivo ha deciso il vincitore della partita. Se il punteggio complessivo non poteva produrre un vincitore, veniva utilizzata la "regola dei gol in trasferta". Se ancora in parità, i club hanno giocato i tempi supplementari, dove si è applicato ancora la "regola dei gol in trasferta". Se ancora in parità, la partita è andata ai rigori.

## Squadre partecipanti
Oltre al detentore del titolo, il club saudita Ittihād Football Club, alla competizione partecipano altre 28 club.
| Team              | Metodo di Qualificazione                          |
| ----------------- | ------------------------------------------------- |
| Foolad            | Vincitore Persian Gulf Pro League 2004-2005       |
| Saba Battery      | Vincitore Coppa d'Iran 2004-2005                  |
| Al-Quwa Al-Jawiya | Vincitore Prima Lega 2004-2005                    |
| Al-Mina'a         | 2º posto Prima Lega 2004-2005                     |
| Al-Qadisiya       | Vincitore Prima Lega 2004-2005                    |
| Al-Arabi          | Vincitore Coppa dell'Emiro del Kuwait 2005        |
| Al-Gharafa        | Vincitore Qatar Stars League 2004-2005            |
| Al-Sadd           | Vincitore Coppa dell'Emiro del Qatar 2004-05      |
| Al-Hilal          | Vincitore Lega saudita professionistica 2004-2005 |
| Al-Shabab         | 2º posto Lega saudita professionistica 2004-2005  |
| Al-Ittihad Aleppo | Vincitore Prima Lega 2004-05 (Siria)              |
| Al-Karamah        | 2º posto Prima Lega 2004-05 (Siria)               |
| Al-Wahda          | Vincitore UAE Football League 2004-2005           |
| Al-Ain            | 2º posto UAE Football League 2004-2005            |
| Paxtakor          | Vincitore Uzbekistan Super League 2005            |
| Mash'al           | 2º posto Uzbekistan Super League 2005             |

| Team             | Metodo di Qualificazione                   |
| ---------------- | ------------------------------------------ |
| Dalian Shide     | Vincitore Super League 2005 (Cina)         |
| Shanghai Shenhua | 2º posto Super League 2005 (Cina)          |
| Gamba Osaka      | Vincitore J.League Division 1 2005         |
| Tokyo Verdy      | Vincitore Coppa dell'Imperatore 2004       |
| Ulsan HD         | Vincitore K-League 2005                    |
| Jeonbuk Hyundai  | Vincitore Coppa di Corea del Sud 2005      |
| Persipura        | Vincitore Indonesia Super League 2004-2005 |
| Arema            | Vincitore Coppa d'Indonesia 2005           |
| TTM Phichit      | Vincitore Thai League 2004-2005            |
| Buriram PEA      | 2º posto Thai League 2004-2005             |
| Long An          | Vincitore V League 2005                    |
| Ðà Nẵng          | 2º posto V League 2005                     |

A seguito dell'inizio della competizione, i due club thailandesi TTM Phichit e Buriram PEA e quelli indonesiani Persipura e Arema sono stati esclusi dal torneo in quanto non hanno trasmesso in tempo le convocazioni dei loro giocatori, con la conseguenza che i club in totale che hanno giocato sono scesi a 25, e che i gruppi F e G nei quali i quattro club esclusi erano stati sorteggiati hanno visto giocare tra loro solo due squadre a testa.

## Fase a gironi

### Gruppo A
| Squadra           | Pt | G | V | N | P | GF | GS | DG |
| ----------------- | -- | - | - | - | - | -- | -- | -- |
| Al-Qadisiya       | 11 | 6 | 3 | 2 | 1 | 9  | 11 | -2 |
| Paxtakor          | 10 | 6 | 3 | 1 | 2 | 11 | 7  | 4  |
| Al-Ittihad Aleppo | 8  | 6 | 2 | 2 | 2 | 6  | 7  | -1 |
| Foolad            | 4  | 6 | 1 | 1 | 4 | 8  | 9  | -1 |

| 8 marzo 2006   |     |             |                            |             |
| Foolad         | 6–0 | Al Qadisiya | Shahid Dastgerdi Stadium   | Tehran      |
| Pakhtakor      | 2–0 | Al Ittihad  | Pakhtakor Markaziy Stadium | Tashkent    |
| 22 marzo 2006  |     |             |                            |             |
| Al Ittihad     | 0–0 | Foolad      | Al Hamadania Stadium       | Aleppo      |
| Al Qadisiya    | 2–1 | Pakhtakor   | Mohammed Al-Hamad Stadium  | Kuwait City |
| 12 aprile 2006 |     |             |                            |             |
| Pakhtakor      | 2–0 | Foolad      | Pakhtakor Stadium          | Tashkent    |
| Al Ittihad     | 2–2 | Al Qadisiya | Al Hamadania Stadium       | Aleppo      |
| 26 aprile 2006 |     |             |                            |             |
| Foolad         | 1–3 | Pakhtakor   | Dastegerdi Stadium         | Tehran      |
| Al Qadisiya    | 1–0 | Al Ittihad  | Mohammed Al-Hamad Stadium  | Kuwait City |
| 3 maggio 2006  |     |             |                            |             |
| Al Qadisiya    | 2–0 | Foolad      | Mohammed Al-Hamad Stadium  | Kuwait City |
| Al Ittihad     | 2–1 | Pakhtakor   | Al Hamadania Stadium       | Aleppo      |
| 17 maggio 2006 |     |             |                            |             |
| Foolad         | 1–2 | Al Ittihad  | Dastgerdi Stadium          | Tehran      |
| Pakhtakor      | 2–2 | Al Qadisiya | Pakhtakor Stadium          | Tashkent    |

### Gruppo B
| Squadra   | Pt | G | V | N | P | GF | GS | DG |
| --------- | -- | - | - | - | - | -- | -- | -- |
| Al-'Ayn   | 13 | 6 | 4 | 1 | 1 | 10 | 6  | 4  |
| Al-Hilal  | 10 | 6 | 3 | 1 | 2 | 12 | 7  | 5  |
| Mash'al   | 8  | 6 | 2 | 2 | 2 | 7  | 11 | -5 |
| Al Mina'a | 2  | 6 | 0 | 2 | 4 | 6  | 11 | -5 |

| 8 marzo 2006   |     |           |                             |             |
| Al Mina'a      | 0–1 | Mash'al   | Sabah Al Salem Stadium      | Kuwait City |
| Al Ain         | 2–0 | Al Hilal  | Tahnoun Bin Mohamed Stadium | al-'Ayn     |
| 22 marzo 2006  |     |           |                             |             |
| Mash'al        | 1–1 | Al Ain    | Markaziy Stadium            | Karshi      |
| Al Hilal       | 3–1 | Al Mina'a | King Fahd II Stadium        | Riyadh      |
| 12 aprile 2006 |     |           |                             |             |
| Al Ain         | 2–1 | Al Mina'a | Tahnon Bin Mohammed Stadium | al-'Ayn     |
| Al Hilal       | 5–0 | Mash'al   | King Fahd International     | Riyadh      |
| 26 aprile 2006 |     |           |                             |             |
| Mash'al        | 2–1 | Al Hilal  | Nadaf Stadium               | Karshi      |
| Al Mina'a      | 1–2 | Al Ain    | Mohammed Al-Hamad Stadium   | Kuwait City |
| 3 maggio 2006  |     |           |                             |             |
| Mash'al        | 2–2 | Al Mina'a | Nasaf Stadium               | Karshi      |
| Al Hilal       | 2–1 | Al Ain    | King Fahd International     | Riyadh      |
| 17 maggio 2006 |     |           |                             |             |
| Al Ain         | 2–1 | Mash'al   | Tahnon Bin Mohammed Stadium | al-'Ayn     |
| Al Mina'a      | 1–1 | Al Hilal  | Sabah Al Salem Stadium      | Kuwait City |

### Gruppo C
| Squadra      | Pt | G | V | N | P | GF | GS | DG |
| ------------ | -- | - | - | - | - | -- | -- | -- |
| Al-Karamah   | 12 | 6 | 4 | 0 | 2 | 10 | 11 | -1 |
| Saba Battery | 10 | 6 | 3 | 1 | 2 | 13 | 8  | 5  |
| Al-Wahda     | 7  | 6 | 2 | 1 | 3 | 14 | 15 | -1 |
| Al-Gharafa   | 6  | 6 | 2 | 0 | 4 | 11 | 14 | -3 |

| 8 marzo 2006   |     |              |                              |           |
| Al Gharafa     | 0–2 | Saba Battery | Al-Gharrafa Stadium          | Doha      |
| Al Karama      | 2–1 | Al Wahda     | Khaled bin Walid Stadium     | Homs      |
| 22 marzo 2006  |     |              |                              |           |
| Saba Battery   | 1–2 | Al Karama    | Derakhshan Stadium           | Tehran    |
| Al Wahda       | 2–0 | Al Gharafa   | Al-Nahyan Stadium            | Abu Dhabi |
| 12 aprile 2006 |     |              |                              |           |
| Saba Battery   | 2–2 | Al Whada     | Saba Battery Stadium         | Tehran    |
| Al Gharafa     | 4–0 | Al Karama    | Al Gharafa Stadium           | Doha      |
| 26 aprile 2006 |     |              |                              |           |
| Al Wahda       | 2–4 | Saba Battery | Al Nahyan Stadium            | Abu Dhabi |
| Al Karama      | 3–1 | Al Gharafa   | Khaled Ibn Al Waleed Stadium | Homs      |
| 3 maggio 2006  |     |              |                              |           |
| Saba Battery   | 4–1 | Al Gharafa   | Saba Battery Stadium         | Tehran    |
| Al Wahda       | 4–2 | Al Karama    | Al Nahyan Stadium            | Abu Dhabi |
| 17 maggio 2006 |     |              |                              |           |
| Al Gharafa     | 5–3 | Al Wahda     | Al Gharafa Stadium           | Doha      |
| Al Karama      | 1–0 | Saba Battery | Khaled Ibn Al Waleed Stadium | Homs      |

### Gruppo D
| Squadra           | Pt | G | V | N | P | GF | GS | DG |
| ----------------- | -- | - | - | - | - | -- | -- | -- |
| Al Shabab         | 13 | 6 | 4 | 1 | 1 | 9  | 6  | 3  |
| Al-Sadd           | 13 | 6 | 4 | 1 | 1 | 13 | 5  | 8  |
| Al-Quwa Al-Jawiya | 6  | 6 | 2 | 0 | 4 | 5  | 9  | -4 |
| Al-Arabi          | 3  | 6 | 1 | 0 | 5 | 5  | 12 | -5 |

| 8 marzo 2006      |     |                   |                                 |             |
| Al Arabi          | 0–1 | Al-Quwa Al-Jawiya | Sabah Al Salem Stadium          | Kuwait City |
| Al Shabab         | 0–0 | Al Sadd           | King Fahd International Stadium | Riyadh      |
| 22 marzo 2006     |     |                   |                                 |             |
| Al-Quwa Al-Jawiya | 0–2 | Al Shabab         | Tripoli Municipal Stadium       | Tripoli     |
| Al Sadd           | 4–1 | Al Arabi          | Al-Sadd Sports Club             | Doha        |
| 12 aprile 2006    |     |                   |                                 |             |
| Al-Quwa Al-Jawiya | 0–2 | Al Sadd           | Tripoli Municipal Stadium       | Tripoli     |
| Al Arabi          | 3–0 | Al Shabab         | Sabah Al Salem Stadium          | Kuwait City |
| 26 aprile 2006    |     |                   |                                 |             |
| Al Sadd           | 3–0 | Al-Quwa Al-Jawiya | Al Sadd Sports Club             | Doha        |
| Al Shabab         | 2–0 | Al Arabi          | King Fahd International Stadium | Riyadh      |
| 3 maggio 2006     |     |                   |                                 |             |
| Al-Quwa Al-Jawiya | 3–0 | Al Arabi          | Tripoli Municipal Stadium       | Tripoli     |
| Al Sadd           | 2–3 | Al Shabab         | Al Sadd Sports Club             | Doha        |
| 17 maggio 2006    |     |                   |                                 |             |
| Al Arabi          | 1–2 | Al Sadd           | Sabah Al Salem Stadium          | Kuwait City |
| Al Shabab         | 2–1 | Al-Quwa Al-Jawiya | King Fahd International Stadium | Riyadh      |

### Gruppo E
| Squadra         | Pt | G | V | N | P | GF | GS | DG  |
| --------------- | -- | - | - | - | - | -- | -- | --- |
| Jeonbuk Hyundai | 13 | 6 | 4 | 1 | 1 | 11 | 5  | 8   |
| Dalian Shide    | 12 | 6 | 4 | 0 | 2 | 7  | 6  | 1   |
| Gamba Osaka     | 10 | 6 | 3 | 1 | 2 | 26 | 7  | 19  |
| Ðà Nẵng         | 0  | 6 | 0 | 0 | 6 | 1  | 27 | -26 |

| 8 marzo 2006   |      |              |                          |         |
| Da Nang        | 0–2  | Dalian Shide | Chi Lang Stadium         | Đà Nẵng |
| Chonbuk        | 3–2  | Gamba Osaka  | Jeonju World Cup Stadium | Jeonju  |
| 22 marzo 2006  |      |              |                          |         |
| Dalian Shide   | 1–0  | Chonbuk      | Jinzhou Stadium          | Dalian  |
| Gamba Osaka    | 15–0 | Da Nang      | Osaka Expo '70 Stadium   | Osaka   |
| 12 aprile 2006 |      |              |                          |         |
| Chonbuk        | 3–0  | Da Nang      | Jeonju World Cup Stadium | Jeonju  |
| Gamba Osaka    | 3–0  | Dalian Shide | Expo '70 Stadium         | Osaka   |
| 26 aprile 2006 |      |              |                          |         |
| Da Nang        | 0–1  | Chonbuk      | Chi Lang Stadium         | Đà Nẵng |
| Dalian Shide   | 2–0  | Gamba Osaka  | Jin Zhou Stadium         | Dalian  |
| 3 maggio 2006  |      |              |                          |         |
| Gamba Osaka    | 1–1  | Chonbuk      | Expo '70 Stadium         | Osaka   |
| Dalian Shide   | 1–0  | Da Nang      | Jin Zhou Stadium         | Dalian  |
| 17 maggio 2006 |      |              |                          |         |
| Da Nang        | 1–5  | Gamba Osaka  | Chi Lang Stadium         | Đà Nẵng |
| Chonbuk        | 3–1  | Dalian Shide | Jeonju World Cup Stadium | Jeonju  |

### Gruppo F
| Squadra          | Pt | G | V | N | P | GF | GS | DG |
| ---------------- | -- | - | - | - | - | -- | -- | -- |
| Ulsan HD         | 6  | 2 | 2 | 0 | 0 | 3  | 0  | 3  |
| Tokyo Verdy 1969 | 0  | 2 | 0 | 0 | 2 | 0  | 3  | -3 |
| Phichit          | -  | - | - | - | - | -  | -  | -  |
| Arema Malang     | -  | - | - | - | - | -  | -  | -  |

| 8 marzo 2006     |     |                  |                   |       |
| Tokyo Verdy 1969 | 0–2 | Ulsan            | Tokyo Stadium     | Tokyo |
| 3 maggio 2006    |     |                  |                   |       |
| Ulsan            | 1–0 | Tokyo Verdy 1969 | Munsu Cup Stadium | Ulsan |

### Gruppo G
| Squadra            | Pt | G | V | N | P | GF | GS | DG |
| ------------------ | -- | - | - | - | - | -- | -- | -- |
| Shanghai Shenhua   | 6  | 2 | 2 | 0 | 0 | 7  | 3  | 4  |
| Long An            | 0  | 2 | 0 | 0 | 2 | 3  | 7  | -4 |
| Persipura Jayapura | -  | - | - | - | - | -  | -  | -  |
| Buriram PEA        | -  | - | - | - | - | -  | -  | -  |

| 8 marzo 2006  |     |          |                                |          |
| Shenhua       | 3–1 | Dong Tam | Yuanshen Sports Centre Stadium | Shanghai |
| 3 maggio 2006 |     |          |                                |          |
| Dong Tam      | 2–4 | Shenhua  | Long An Stadium                | Vietnam  |

## Quarti di finale
| Squadra 1         | Totale | Squadra 2       | Andata | Ritorno     |
| ----------------- | ------ | --------------- | ------ | ----------- |
| Al-Ittihad Aleppo | 2 - 4  | Al-Karamah      | 2 - 0  | 0 - 4 (dts) |
| Shanghai Shenhua  | 3 - 4  | Jeonbuk Hyundai | 1 - 0  | 2 - 4       |
| Al-Qadisiya       | 5 - 2  | Al-Ain          | 2 - 2  | 3 - 0       |
| Ulsan HD          | 7 - 0  | Al-Shabab       | 6 - 0  | 1 - 0       |

## Semifinali
| Squadra 1       | Totale | Squadra 2   | Andata | Ritorno |
| --------------- | ------ | ----------- | ------ | ------- |
| Al-Karamah      | 1 - 0  | Al-Qadisiya | 0 - 0  | 1 - 0   |
| Jeonbuk Hyundai | 6 - 4  | Ulsan HD    | 2 - 3  | 4 - 1   |

## Finali
| Squadra 1       | Totale | Squadra 2  | Andata | Ritorno |
| --------------- | ------ | ---------- | ------ | ------- |
| Jeonbuk Hyundai | 3 - 2  | Al-Karamah | 2 - 0  | 1 - 2   |

| Jeonju 1º novembre 2006, ore 11:00 UTC+9 Finale - Andata      | Jeonbuk Hyundai | 2 – 0 referto | Al-Karamah | Jeonju World Cup Stadium (25 830 spett.) |
| \| \| \| \| \| Yeom Ki-hun 59’ Botti 90+1’ \| Marcatori \| \| |                 |               |            |                                          |
|                                                               |                 |               |            |                                          |
| Yeom Ki-hun 59’ Botti 90+1’                                   | Marcatori       |               |            |                                          |

| Homs 8 novembre 2006, ore 18:00 UTC+2 Finale - Ritorno                | Al-Karamah | 2 – 1 referto | Jeonbuk Hyundai | Stadio Khalid ibn al-Walid (40 000 spett.) |
| \| \| \| \| \| Mando 54’ Ibrahim 61’ \| Marcatori \| 86’ Zé Carlos \| |            |               |                 |                                            |
|                                                                       |            |               |                 |                                            |
| Mando 54’ Ibrahim 61’                                                 | Marcatori  | 86’ Zé Carlos |                 |                                            |

## Classifica marcatori
| Gol |  |  | Giocatore        | Squadra          |
| --- |  |  | ---------------- | ---------------- |
| 8   |  |  | Magno Alves      | Gamba Osaka      |
| 6   |  |  | Fernandinho      | Gamba Osaka      |
|     |  |  | Nenad Jestrović  | Al-Ain           |
| 5   |  |  | Ali Daei         | Saba Battery     |
|     |  |  | Gao Lin          | Shanghai Shenhua |
|     |  |  | A'ala Hubail     | Al-Gharafa       |
|     |  |  | Kim Hyeung-bum   | Jeonbuk Hyundai  |
|     |  |  | Bader Al-Mutwa   | Al-Qadisiya      |
|     |  |  | Zé Carlos        | Jeonbuk Hyundai  |
| 4   |  |  | Godwin Attram    | Al-Shabab        |
|     |  |  | Choi Sung-kuk    | Ulsan HD         |
|     |  |  | Mohannad Ibrahim | Al-Karamah       |
|     |  |  | Carlos Tenorio   | Al-Sadd          |
|     |  |  | Zou Jie          | Dalian Shide     |